# FLARM防碰撞系统

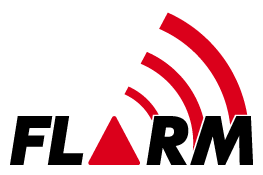
FLARM的商标图案

FLARM 是一种用于小型飞机上的防碰撞警告设备，这一最初被设计用于装备在滑翔机上的设备诞生于瑞士，但很快就引起了全世界的关注，并很快被接受。该设备大小如香烟盒，只需要很少的电量就能驱动。主要包括两部分，一部分为GPS接收器；另一部分为一个数字无线电模块。数字无线电模块中有一个发射器，用于将该设备的当前位置传递给附近（几公里范围内）的其他FLARM设备，数字无线电模块内另外还有一个相应的接收器。所发射的数据通过预先设定的频率传输（在欧洲地区为868.2 MHz和868.4 MHz）。

## 历史
三个年轻而充满热情的瑞士滑翔机飞行员设计与制造了第一台FLARM设备，并于2004年初把它投入了市场。开发FLARM的动机主要是因为滑翔运动中的多起因为滑翔机空中相撞造成的死伤事故，虽然根据可视飞行规则，要求飞行员“看到并回避”，但实际上仅仅通过视觉对空域保持全方位的注意基本上是不可能的。Urs Rothacher 是一个电气工程师，Andrea Schlapbach是一个苏黎世联邦理工学院毕业的自然科学硕士，并且有2000小时以上的滑翔经验。Urban Mäder是苏黎世联邦理工学院的一名电气工程师。三个人目前都在Safemine公司（一家生产露天采矿设备的公司）全职工作。政府部门对项目非常支持，比如毫不官僚地批准了频谱资源使用申请，批准了所有必须的申请。众多瑞士滑翔协会也出乎意料地扮演了非常重要的角色，在系统的开发阶段就签署了订购意向并支付了费用，为项目提供了必要的资金。2006年，他们获得了OSTIV奖，该奖项每两年一次颁发给对滑翔飞行做出特别贡献的学术界人士。

## 工作原理

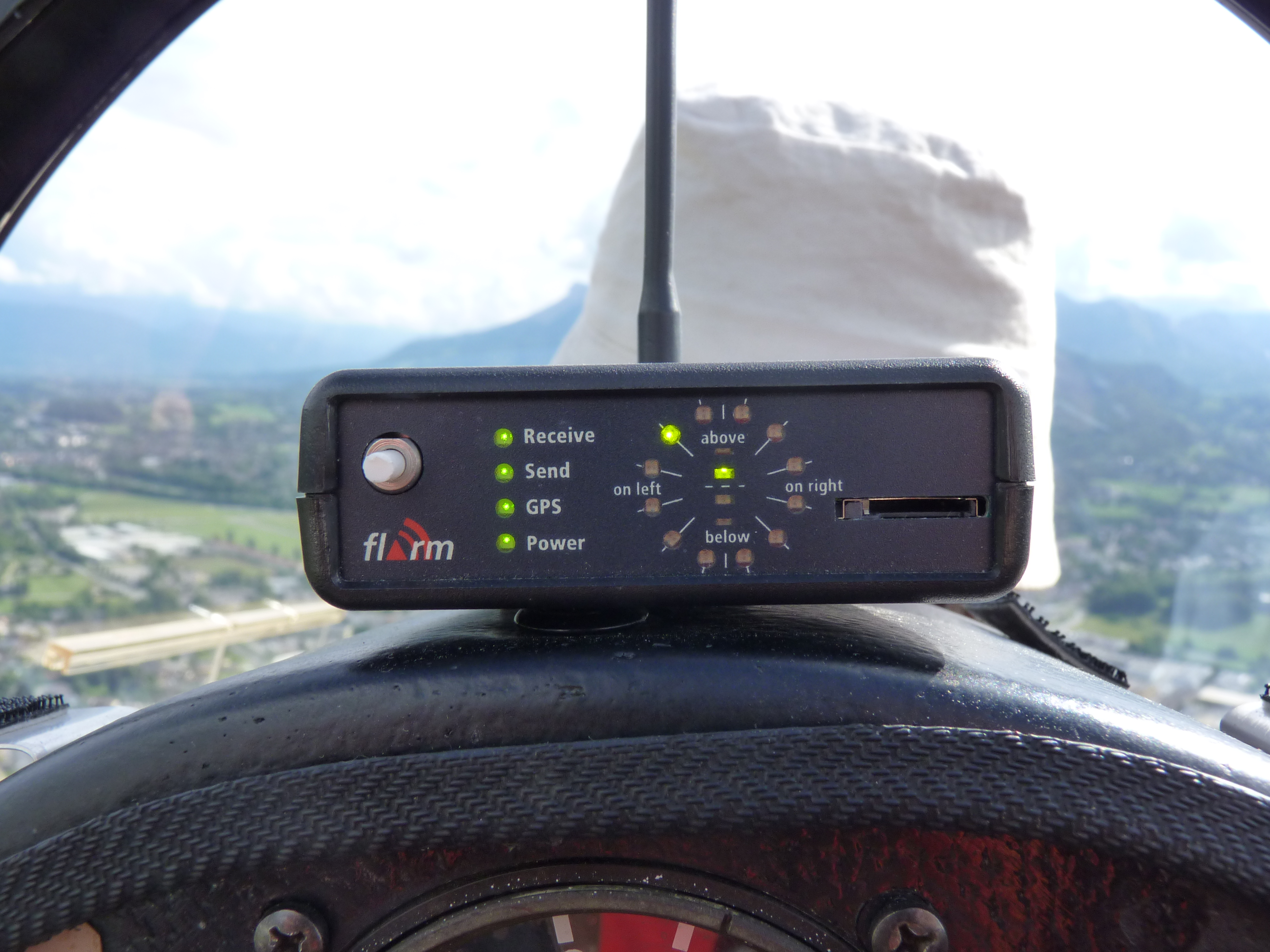
一台工作中的FLARM设备，指示灯显示，该机与左上方飞行器有发生碰撞的可能。

FLARM设备通过内置的一台高灵敏度GPS接收机和高度计得到自己的实时位置与高度信息。再结合速度，加速度，航向，航迹，转弯半径，风速，高度，垂直速度，预设的飞行器类型以及其他参数，就可以计算出一条非常精确的预测飞行路径。该路径信息经过编码后通过一个加密的无线频道，以最少每秒钟一次的频率，发送给所有附近的飞行器。
同时，FLARM设备也接收附近所有飞行器上FLARM设备所发的编码飞行路径信息。把自己的飞行路径与接收到的其他飞行路径数据相结合，通过一个智能运动预测算法就能在一个综合风险模型的基础上，计算出与每一个接收到数据的飞行器之间的碰撞风险。如发现有碰撞的可能，FLARM设备就会将这一结果，以及危险飞行器的方向和高度差信息，发送到相连的FLARM信息显示器上。飞行员在得到视觉与语音警告信息后，就能够采取对应动作，避免可能的碰撞。

## 另見
- TCAS
- GPWS